# Grise de St Jean
Ficus carica 'Grise de St Jean' es una variedad de la higuera común Ficus carica.Esta variedad es bífera, lo que significa que produce dos cosechas al año: brevas en julio (primavera) e higos en agosto-septiembre (finales del verano). Las brevas tienen un delicado color gris bronce con un pequeño moteado blanco, casi imperceptible. La piel de los higos es de color morado grisáceo sobre un fondo verde amarillento.La higuera 'Grise de St Jean' es una variedad francesa con una rica historia, muy extendida en La Var y Gard, Vaucluse, Alpes Marítimos.Es una variedad muy sensible al frío de manera que prospera en la zona sur mediterránea de Francia.

## Sinonimia
| - "Grise de la Saint Jean" en Francia - "Cotignane" - "Grisette" - "Cordelière“ - "Grisette de Montpellier" - "Coucourelle grise". - "Célestine" - "Blue Celeste" - "Capoutchin" - "Celestial" - "Conant" | - "Coucourelle", - "Figue Fleur" - "Grosse Grise" - "Grise de la Saint Jean" - "Honey Fig" - "Madeleine Grise" - "Malta" - "Observantine" - "Saint Jean" - "Savantine" - "Grise Bifère" - "Sugar Fig" |

## Historia
Se desconoce su origen y el nombre de Saint Jean se atribuye a que fructifica por los días de San Juan (23 de junio)  .Ha sido descrita por varios horticultores, la primera mención es del horticultor Louis Liger (1702); así como por Knoop (1771), La Brousse (1774), Risso (1826), Barron (1891), Colby (1894), Eisen (1888, 1901), Stubenrauch (1903), Starnes and Monroe (1907), and Condit (1947).Actualmente el especialista Pierre Baud (Francia) se dedica en su vivero al desarrollo y conservación de variedades de higos.

## Características
La higuera 'Grise de St Jean' es una variedad bífera y además es autofértil (partenocárpica). Autoférti significa que no necesita de otro ejemplar de higuera cercano ni la intervención de  Blastophaga psenes para realizar la polinización.  El árbol crece muy bien en macetas.
| Árbol                                | Brevas                        | Higos              | Hojas          |
| ------------------------------------ | ----------------------------- | ------------------ | -------------- |
| Follaje caduco                       | Color gris -morado            | Color gris- morado | De 3-5 lóbulos |
| Color verde                          | Tamaño 4 cm                   | Tamaño 4 cm        |                |
| Altura a la madurez 4m               | Sabor muy dulce               | Cosecha julio      |                |
| Diámetro a la madurez 4m             | Cosecha de julio a septiembre |                    |                |
| Crecimiento normal                   |                               |                    |                |
| Sistema radicular extendido y fuerte |                               |                    |                |

"Grise de St Jean" tiene una importante producción de brevas oblongas cuyo color de piel es morado grisáceo sobre un fondo verde amarillento, ⁣ que maduran en la primera decena de junio. Su peso es pequeño, alrededor de 50 gramos, y su sabor es dulce, comparable al de los higos de verano, siendo las primeras recolecciones las más productivas y de mejor calidad. Los higos maduran desde finales de julio hasta finales de septiembre.
Cuando no se recogen, los higos "Grise de St Jean" se secan en el árbol. Estos higos deben ser cuidadosamente seleccionados porque tienen una piel delicada y fina. Los higos de verano son más o menos del mismo tamaño que las brevas, sin diferencia notable en su sabor. Algunos consideran que no es una variedad adecuada para cultivar en climas fríos.

## Usos y aplicaciones
"Grise de St Jean" es un cultivo sensible al frío y exigente en agua. Produce brevas de calidad y sabor excelente en julio (45 g, buena productividad). Los higos de septiembre y octubre (30 g, productividad media), aunque necesitan una manipulación muy cuidadosa para su comercialización en fresco, son adecuados para el secado y son muy fragantes.